# Robert Porter Jackson

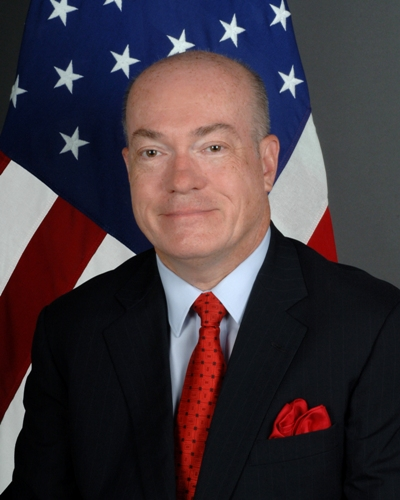
Robert Porter Jackson

Robert Porter Jackson (* 17. Oktober 1956 in Paris, Tennessee) ist ein ehemaliger US-amerikanischer Diplomat, der unter anderem zwischen 2010 und 2013 Botschafter der Vereinigten Staaten in Kamerun sowie von 2016 und 2018 Botschafter in Ghana war.

## Leben
Robert Porter Jackson begann 1974 ein Studium der Verwaltungs- und Rechtswissenschaften am Bowdoin College, welches er 1978 mit einem Bachelor of Arts (BA Government and Legal Studies) beendete. Nach einem Auslandsstudienaufenthalt von 1978 bis 1979 an der Universität Clermont-Ferrand war er von 1980 bis 1982 als Lehrer für die englische und französische Sprache am Institut Montana im schweizerischen Zug tätig. Nachdem er bereits im November 1979 sowie erneut im Juli 1980 die schriftliche Aufnahmeprüfung bestanden hatte, trat er im März 1982 als Foreign Service Officer in den diplomatischen Dienst des Außenministeriums ein. Zu Beginn seiner diplomatischen Tätigkeit war er als Attaché in verschiedenen Bereichen im Generalkonsulat in Montreal tätig sowie im Anschluss von 1985 bis 1987 als Politik- und Wirtschaftsreferent an der Botschaft in Burundi. Nach seiner Rückkehr war er im Außenministerium zwischen 1987 und 1989 Referent für Nigeria im Referat Westafrika der Unterabteilung Afrika (Bureau of African Affairs) und daraufhin von 1989 bis 1993 Leiter der Politischen Abteilung an der Botschaft in Simbabwe. Daraufhin folgte zwischen 1993 und 1995 eine Verwendung als Referent für Simbabwe und Botswana im Referat Südliches Afrika der Unterabteilung Afrika und anschließend zwischen 1993 und 1995 als Ausbildungskoordinator und stellvertretender Leiter der Orientierungsabteilung des Foreign Service Institute (FSI), der Ausbildungsstätte für den diplomatischen Dienst. Während dieser Zeit begann er zudem 1995 ein postgraduales Studium der Europa-, Wirtschafts- und Finanzwissenschaften an der Elliott School of International Affairs (ESIA) der George Washington University, das er 1995 mit einem Master of Arts (MA Europe, Economics, and Finance) beendete.
1997 wechselte Jackson an die Botschaft in Portugal und war dort bis 1998 stellvertretender Leiter der Politischen Abteilung sowie Referent für Politisch-Militärische Angelegenheit, wobei er in dieser Zeit an den Verhandlungen zur weiteren Nutzung des Luftwaffenstützpunktes Base Aérea das Lajes durch die US Air Force teilnahm. Im Anschluss wurde er 1998 an die Botschaft in der Elfenbeinküste versetzt und war dort bis 2001 als Botschaftsrat für Politik und Wirtschaft tätig. Während seiner dortigen Tätigkeit wurde der Staatspräsident der Elfenbeinküste Henri Konan Bédié in einem unblutigen Putsch vom Militär unter Führung von General Robert Guéï gestürzt und Laurent Gbagbo bei den Wahlen am 22. Oktober 2000 zum Staatspräsidenten gewählt. Er absolvierte zwischen 2001 und 2002 ein weiteres postgraduales Studium im Fach Nationale Ressourcenstrategie am Industrial College of the Armed Forces, der heutigen Dwight D. Eisenhower School for National Security and Resource Strategy, der Nationalen Verteidigungsuniversität NDU (National Defense University) und schloss dieses 2002 mit einem Master of Science (MS National Resource Strategy) ab. Anschließend übernahm er im Außenministerium von 2002 bis 2004 den Posten als Leiter des Referats Menschenrechte und Demokratie (Office of Human Rights and Democracy) der Unterabteilung Demokratie, Menschenrechte und Arbeit und war im Anschluss zwischen 2004 und 2007 als Deputy Chief of Mission Ständiger Vertreter und Stellvertreter des Botschafters im Senegal. Er befasste sich mit den Beziehungen zu Guinea-Bissau und wurde als Deputy Chief of Mission des Jahres 2006 mit dem „James A. Baker-C. Howard Wilkins“- Preis ausgezeichnet. Im Anschluss war er zwischen 2007 und 2010 als Deputy Chief of Mission Ständiger Vertreter und Stellvertreter des Botschafters in Marokko.
Am 9. August 2010 wurde Robert Porter Jackson zum Botschafter der Vereinigten Staaten in Kamerun ernannt und übergab dort am 19. Oktober 2010 als Nachfolger von Janet E. Garvey seine Akkreditierung. Er verblieb auf diesem Posten bis zum 5. Oktober 2013 und wurde daraufhin von Michael S. Hoza abgelöst. Nach seiner Rückkehr übernahm er zwischen Oktober 2013 und Oktober 2015 im Außenministerium die Funktion als Erster stellvertretender Leiter der Unterabteilung Afrika (Principal Deputy Assistant Secretary of State for African Affairs). In diese Zeit fiel der Beginn des Bürgerkrieges im Südsudan im Dezember 2013, die Ebolafieber-Epidemie 2014 bis 2016 in zahlreichen Ländern Westafrikas sowie die wachsenden Gefahren durch die islamistischen Terrorismusbewegungen Boko Haram und Islamischen Staat (IS) in dieser Region.
Zuletzt erfolgte am 26. Oktober 2015 seine Berufung zum Botschafter in Ghana, wo er am 4. Februar 2016 als Nachfolger von Gene Allan Cretz sein Beglaubigungsschreiben überreichte. Er bekleidete dieses Amt bis zum 28. Juli 2018, woraufhin Stephanie S. Sullivan ihn ablöste. Jackson, der mit Babette Pollard verheiratet ist, trat im Anschluss im Juli 2018 in den Ruhestand.